# 小茶巾
小茶巾（こぢゃきん）とは、茶道裏千家において濃茶を飲んだ後の茶碗を清めるために用いられる小さな布である。素材は主に麻であるが、不織布製の「紙小茶巾」と呼ばれるものもよく使われている。
また、ウェットティッシュのようにあらかじめ湿らせてある状態のものが「湿し小茶巾」「濡れ小茶巾」などの名称で市販されている。
表千家では、茶碗を清めるのには、懐紙を使用し、小茶巾は用いない。

## 使い方
濃茶は茶席では２名から数名で一つの茶碗で供せられる。１名が濃茶を飲んだ後、小茶巾にて茶碗の飲み口を拭い（清め)、次の者（次客）へ茶碗を廻す。
小茶巾は事前に湿らせて折りたたんでおく。たたみ方や使用する順番などは各流派によってまちまちである。
小茶巾は使用前、使用後も湿った状態であるので、ビニール製の小茶巾入れなどに入れ、袱紗挟みなどに仕舞う。
手元に小茶巾を用意していないときの応急処置として、懐紙を湿らせた上で折りたたみ使用することもあるが、茶碗を傷つける恐れがあるため注意が必要である。
茶会では小茶巾を亭主側が用意することも多く、その場合に使用する道具に茶巾落しがある。茶巾落しは蓋のある容器で、蓋には使用済の小茶巾を落すための穴がある。蓋の上に客の人数以上の紙小茶巾を並べ、濃茶の茶碗より先に客席に運ばれる。